# Història de l'animació coreana
Els productes animats d'origen coreà tenen l'origen al segle xx, abans de la dècada del 1960.
La primera obra d'animació coreana fou, segons els registres, una pel·lícula del 1936 titulada Gae Koom, produïda pels artistes Yong-Wun Kim i Seok-Ki Im. Una de les primeres mostres d'animació coreana fou un anunci comercial anunciant el producte Lucky Toothpaste publicat el 1956.
Durant l'ocupació japonesa de Corea es projectaven animacions japoneses i de Walt Disney en territori coreà. Durant la Campanya de l'Oceà Pacífic el control dels militars sobre tota la indústria de l'animació implicà més dificultats per als coreans, a causa de l'accentuada discriminació social, per a participar i cobrar en ella. Excepcionalment l'animador coreà Yong-Hwan Kim treballà a la pel·lícula d'animació feixista Momotaro, Umi-no Shinpei el 1945.
La primera pel·lícula d'animació en color coreana fou Hong Gil-Dong, produïda i dirigida per Dong-Hun Shin el 1967. Aquesta està basada en una novel·la homònima del segle xvii.
Durant les dècades del 1980 i 1990 el treball d'animació a Corea del Sud fou abundant amb la característica principal de ser el territori que alberga els estudis d'animació estrangers i no els natius. A la vegada fou un període de decadència per a l'animació pròpia. Aquesta situació canvià amb la substitució de Corea del Sud per altres països com Filipines, Xina i Índia.
Des del 2003 les empreses d'animació coreanes han treballat junt a les xineses per a aconseguir l'emissió en horaris de màxima audiència: sent Space Hip Hop Duck el primer exemple amb la col·laboració entre Sunwoo Entertainment i Shanghai Animation Entertainment Studio.
A la dècada del 2010 el llargmetratge The King of Pigs de Sang-ho Yeon fou la primera pel·lícula coreana animada en participar en el Festival de Cannes.